# Papar
Os Papar (pronúncia em islandês: [ˈpʰaːpar̥]; do latim papa, via irlandês antigo, que significa "pai" ou "papa") eram monges irlandeses que tinham residência eremítica em partes da Islândia antes da habitação dessa ilha pelos nórdicos da Escandinávia. Sua existência é atestada pelas primeiras sagas islandesas e por descobertas arqueológicas recentes.

## Paparna Islândia
Os primeiros nórdicos começaram a se estabelecer na Islândia em 874. A fonte escandinava mais antiga mencionando a existência dos Papar, no entanto, o Íslendingabók ("Livro dos islandeses") do cronista islandês Ari Þorgilsson, foi escrito entre 1122 e 1133, algum tempo depois do evento. Ari escreve sobre "homens cristãos", chamados de 'Papar' pelos nórdicos, que partiram da ilha por não gostarem dos nórdicos 'pagãos', o que aponta para a possibilidade dos Papar terem chegado antes dos nórdicos.
Uma fonte anterior que possivelmente se refere aos Papar é o trabalho de Dicuil, um monge e geógrafo irlandês do início do século IX, que incluía a menção da peregrinação de "homens santos" pelas terras do norte. No entanto, não se sabe se Dicuil está falando da Islândia, já que eremitas gaélico-irlandeses também se estabeleceram em outras ilhas do norte, como Orkney e Shetland.
Vários topônimos islandeses foram associados aos Papar, incluindo a ilha de Papey e o Vestmannaeyjar ("ilhas de Westmen"), mas nenhuma evidência arqueológica nesses locais confirmou a ligação.
Outra teoria é que as duas fontes foram confundidas e que Þorgilsson baseou sua história nos escritos de Dicuil.
O Landnámabók (O Livro Islandês de Assentamentos), possivelmente datado do século XI em sua forma original, afirma claramente na primeira página que monges irlandeses viviam na Islândia antes da chegada dos colonizadores nórdicos. De acordo com esse relato, a base por trás desse conhecimento foi o fato de os monges deixarem para trás várias lembranças de sua estadia, incluindo livros, sinos e báculos irlandeses, ajudando os nórdicos a identificar seus predecessores. De acordo com o Landnámabók, os monges irlandeses deixaram a ilha quando os nórdicos chegaram ou  não estavam mais morando lá quando os nórdicos chegaram.

## Paparnas Ilhas Faroé
Há também vários topônimos relacionados ao Papar nas Ilhas Faroé. Entre eles estão Paparøkur perto de Vestmanna e Papurshílsur perto de Saksun. Vestmanna, na verdade, é a abreviação de Vestmannahøvn, que significa "porto de Westmen" (gaélicos). Um cemitério na ilha de Skúgvoy também possui lápides que exibem uma possível origem ou influência gaélica.

Algumas das sagas sugerem que Grímr, um explorador nórdico, pode ter sido responsável por expulsá-los, apesar de provavelmente ser ele próprio um gaélico-nórdico:
De acordo com a Saga Faereyinga... o primeiro colono nas Ilhas Faroé foi um homem chamado Grímur Kamban – Hann bygdi fyrstr Færeyar, pode ter sido a tomada de terras de Grímur e seus seguidores que fez com que os anacoretas partissem... o apelido Kamban é provavelmente gaélico e uma interpretação é que a palavra se refere a alguma deficiência física, outra que pode indicar para sua proeza como esportista. Provavelmente, quando jovem, ele veio às Ilhas Faroé por meio da Irlanda viking, e a tradição local diz que ele se estabeleceu em Funningur em Eysturoy.

## Paparnas Ilhas do Norte
A Historia Norwegiæ, do século XII, identifica especulativamente os nativos pictos e os Papar como aqueles que os nórdicos descobriram quando invadiram Orkney no início do século IX.
Originalmente, essas ilhas eram habitadas por Pents e Papes. Dessas raças, os Pents, apenas um pouco mais altos que os pigmeus, realizaram feitos milagrosos construindo cidades de manhã e à noite, mas ao meio-dia toda a força os abandonava e eles se escondiam com medo em câmaras subterrâneas. [...] Os Papes eram assim chamados por causa das vestes com as quais se vestiam como sacerdotes e, por essa razão todos os sacerdotes são conhecidos como papen na língua alemã. No entanto, a aparência e as formas das letras dos livros que deixaram para trás atestam que eles eram da África e aderiram à fé judaica.
Ekrem e Mortensen destacam: "O autor de Historia Norwegiæ não concorda com o trabalho anterior de Ari (Íslendingabók), que escreve que eles eram cristãos e irlandeses. Pesquisas mais recentes confirmam os missionários cristãos celtas irlandeses, principalmente através de gaélicos dalriádicos antes do domínio norueguês.
O historiador Joseph Anderson observou em sua Introdução à Saga Orkneyinga vários topônimos de ilhas derivados de 'Papar', sugerindo sua influência na região:
Os dois Papeys [de Orkney], o grande e o pequeno (antigamente Papey Meiri e Papey Minni), [são] agora Papa Westray e Papa Stronsay... João de Fordun, em sua enumeração das ilhas, apresenta uma 'Papeay tertia' [terceira Papey], que não é conhecida atualmente. Há três ilhas em Shetland chamadas Papey, e tanto em Orkney quanto em Shetland,  há vários distritos chamados Paplay ou Papplay, sem dúvida o mesmo que Papyli da Islândia.
William Thomson sugere que "talvez Papay Tercia fosse a Holm de Papay - não um local papar separado, mas uma holm subsidiária de Papa Westray".

## Paparnas Hébridas
As Hébridas Exteriores têm numerosos topônimos influenciados pelos Papar, mas com a diferença crucial de que a língua nórdica desapareceu cedo nesta área e é discutível se o gaélico escocês chegou a desaparecer. Há pelo menos três ilhas originalmente denominadas Papey e renomeadas como "Pabbay" (em gaélico escocês: Pabaigh) nas Hébridas Exteriores da Escócia:
- Pabbay, Ilhas da Barra;
- Pabbay, Harris;
- Pabay, nas Hébridas Interiores, perto de Skye;
- Pabaigh, Loch Baghasdail, South Uist.